# Humpá-Pá
Humpá-Pá, no original Oumpah-pah le Peau-Rouge  é uma série de banda desenhada criada por Uderzo & Goscinny, mais conhecidos como os criadores de Asterix. A série apareceu pela primeira vez no Le Journal de Tintin a 2 de abril de 1958. As histórias foram publicadas em forma de livro pela  Lombard e pela Dargaud a partir de 1961. Em 1995, a série foi reeditada pela editora de Albert Uderzo, Les Éditions Albert-René.

## Personagens
A série conta as aventuras de Humpá-Pá um nativo americano da tribo Shavashavah (Sávánás), e do seu amigo, o oficial francês Humberto-da-Massa-Folhada (Hubert de la Pâte) a quem Humpá-Pá chama de "Escalpe-duplo", uma referência à sua peruca
A série  passa-se no século XVIII, durante a época da colonização francesa da América. Humpá-Pá é forte e rápido, e adora comer pemmican. É uma pessoa honesta de confiança e um bravo, cujo heroísmo simples é comparável ao de Astérix, que Uderzo & Goscinny criaram mais tarde. Humberto inicialmente é um prisioneiro, mas posteriormente, serve como um mediador entre os europeus e os nativos americanos, e também é um aliado contra a tribo conhecida como Pés-Chatos, os inimigos jurados dos Shavashavah. Para além disso, Humberto também é considerado como um irmão para Humpá-Pá.
O aquartelamento de Humberto é o Forte-pequeno, que se localiza próximo do território dos Pés-Chatos, que se tornam protagonistas de divertidas escaramuças.Sob o grito "Yak, yak, yak, yak!" Humpá-Pá está sempre pronto para novas aventuras cheias de humor.

## História da Publicação
Uderzo & Goscinny reuniram-se em 1951 e estavam sentados lado a lado no escritório da World Press Paris, onde começaram a sua colaboração, inventando os personagens Humpá-pá, Jehan Pistolet e Luc Junior.  Humpá-Pá foi o primeiro personagem criado por eles, mas inicialmente não conseguiu despertar o interesse de qualquer editora. Quando estava nos Estados Unidos da América por motivos profissionais, Goscinny tentou sem sucesso, lançar uma primeira versão da história publicada em inglês. A  ideia permaneceu na gaveta por vários anos até que o conceito foi adaptado para publicação no Jornal do Tintim, sendo lançada em 2 de maio de 1958.
No entanto, Uderzo & Goscinny decidiram terminar a série, a fim de concentrar as suas energias no mais popular Astérix.

### Jornal do Tintim
- Oumpah-pah le Peau-Rouge, 1958
- Oumpah–pah sur le sentier de la guerre, 1958
- Oumpah–pah et les pirates, 1959
- Mission secrète, 1960
- Oumpah–pah contre Foie–Malade, 1962

### Álbuns
- Oumpah-pah le Peau-Rouge, incluindo Oumpah-pah sur le sentier de la guerre, (1961)
- Oumpah-pah et les pirates, incluindo Mission secrète, (1962)
- Oumpah-pah contre Foie-Malade, (1967)

### Reedição da Les Éditions Albert René
- Oumpah-Pah le Peau-Rouge, incluindo uma introdução e uma reedição da história piloto americana de 1951, (1995)
- Vol. 2, includindo Oumpah-Pah sur le sentier de la guerre and Oumpah-Pah et les pirates, (1996)
- Vol. 3, includindo Mission secrète and Oumpah-pah contre Foie-Malade, (1997)

## Em Portugal

### Revista Zorro
- Umpá-Pá e Os Piratas, nos fascículos #49 a #56

### Revista Tintim
- Humpá-Pá Contra Maus-Fígados, nos fascículos #143 a #152
- Humpá-Pá - O Pele Vermelha , nos fascículos #1349 a #1352 e #1401 a #1409

### Álbuns
- Humpá-Pá - Pele-Vermelha, Editorial Ibis, 1965
- Humpá-Pá e os piratas, Editorial Ibis, 1965
- Humpá-Pá - O Pele Vermelha, Bertrand, Novembro de 1978
- Humpá-Pá – e os piratas/contra maus-figados, Bertrand, Março de 1980
- Humpá-Pá no Trilho da Guerra, Meribérica/Liber, 1989
- Humpá-Pá - Missão Secreta, Meribérica/Liber, 1989
- Humpá-Pá - O Pele Vermelha, Edições ASA, 2005, ISBN 9789724139449[7]

## No Brasil
- Humpá-Pá - Pele-Vermelha, Bruguera, 1962
- Humpá-Pá e os piratas, Bruguera, 1962